# Joist Moers
Joist Moers (* um 1540 in Korbach; † 1625) war ab 1569 der erste beamtete hessische „Landmesser“ (heutige Bezeichnung: Geodät) und Kartograf. Er fertigte insbesondere im Auftrag der hessischen Landgrafen Wilhelm IV. (genannt „der Weise“, regierte 1567 bis 1592), aber auch noch im Auftrag von dessen Nachfolger Moritz von Hessen-Kassel (genannt „der Gelehrte“, regierte 1592 bis 1627) etliche Karten, die „zu den frühesten und aufschlussreichsten kartografischen Darstellungen des nordhessischen Raumes zählen“.

## Werke

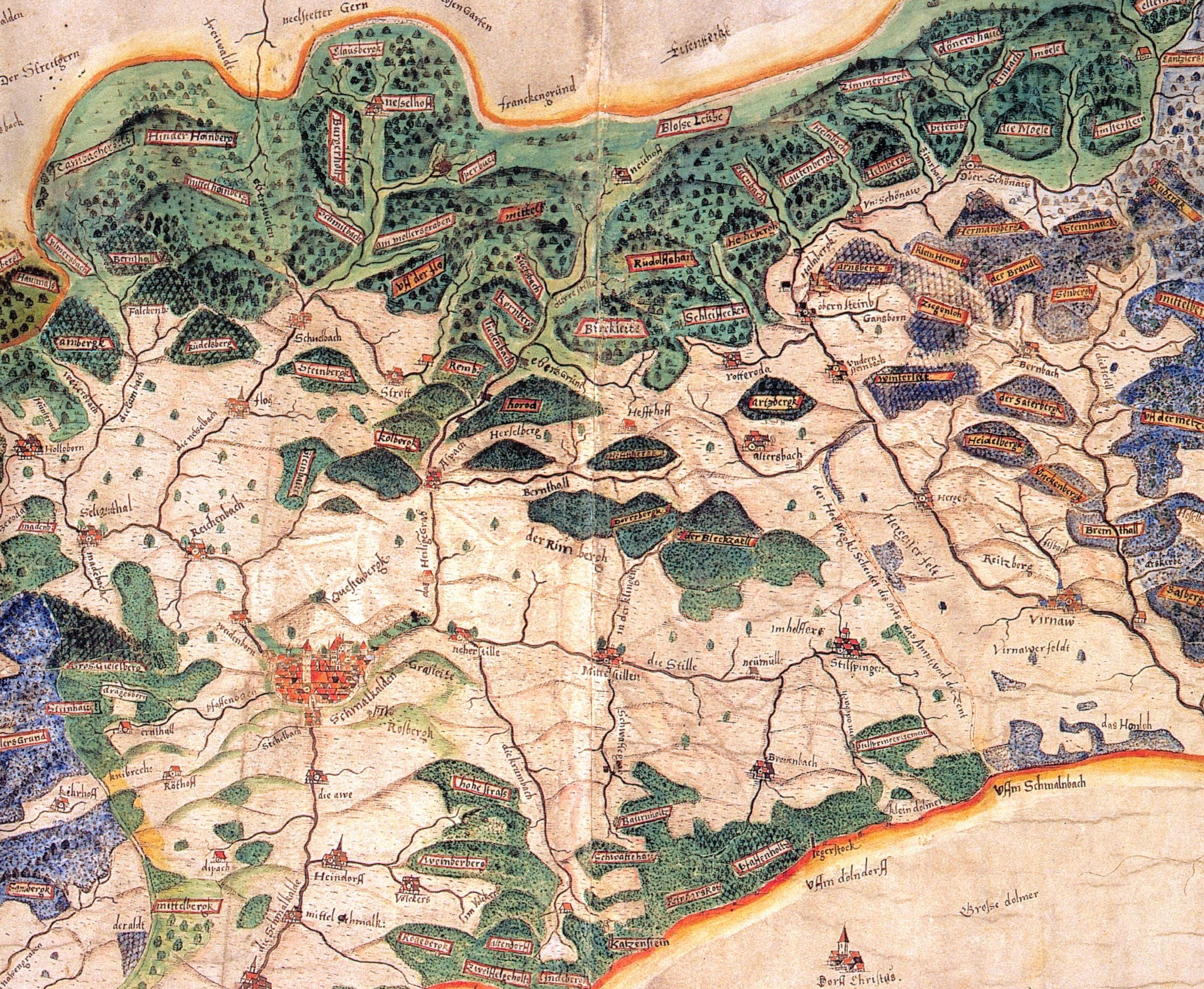
Ausschnitt aus der historischen Karte „Warhaffter Abriss der Herrschaft Schmalkalden“ von Joist Moers aus dem Jahre 1589

Ab seiner Bestallung 1569 erstellte Joist Moers diverse Karten der Landgrafschaft Hessen-Kassel, unter anderem spezielle Grenzkarten sowie – im Rahmen einer planmäßigen Landeskartierung und Neuanlage der Salbücher – Ämterkarten.
Nach Wechsel der Landesherrschaft von Wilhelm zu Moritz 1592 hat Moers nur noch wenige große Aufträge als Beamter ausgeführt, dafür aber vor allem etliche „kleine Blätter für hessische Adelsfamilien“ gezeichnet.

### Einzelne Karten
1577 entstand die 72 × 44 cm große Karte „Topographi und warhafftiger Abriß der Nordena und der Grunt Astinghausen und Aller darin gelegene Torffer, Wüstenungen, Geholtzen, Wessernn, Bergenn und Thalenn, Auch Andern daran grentzendenn Orternn, Stetten und Torffern, uss Geomettrischer kunst und Observirungk durch Joisten Moeren von Chorbach. Gestelt und verfertigt Im Jahr der Geburt Jhesu Christi M:D:LXXVII.“ Dargestellt wird das Gebiet von Grafschaft, Bödefeld, Eversberg im Westen bis Winterberg, Küstelberg, Willingen, Hoppecke, Westfeld im Osten; von Brilon, Altenbüren im Norden bis Kahler Asten, Westfeld, Oberkirchen im Süden. Dabei handelt es sich um eine der ältesten und detailliertesten Darstellung des damals umstrittenen Grundes Assinghausen.
Die teilkolorierte Federzeichnung „Warhaffter Abriss der Herrschaft Schmalkalden“ von Moers stammt aus dem Jahr 1589. Die 64 × 116 cm große Pergament-Originalkarte wird im Hessischen Staatsarchiv Marburg aufbewahrt, ein Faksimile befindet sich im Schmalkaldener Museum Schloss Wilhelmsburg. Die Ortsansichten auf dieser Karte gelten als „annähernd wirklichkeitstreu“ (Veduten) und sind daher lokalhistorisch für die entsprechenden Gemeinden von Bedeutung. Beispielsweise beinhaltet die Zeichnung der Stadt Schmalkalden die einzige bekannte Darstellung des Ende des 16. Jahrhunderts abgerissenen Vorgängerbaus (Burg Waltaff) des Renaissanceschlosses Wilhelmsburg.

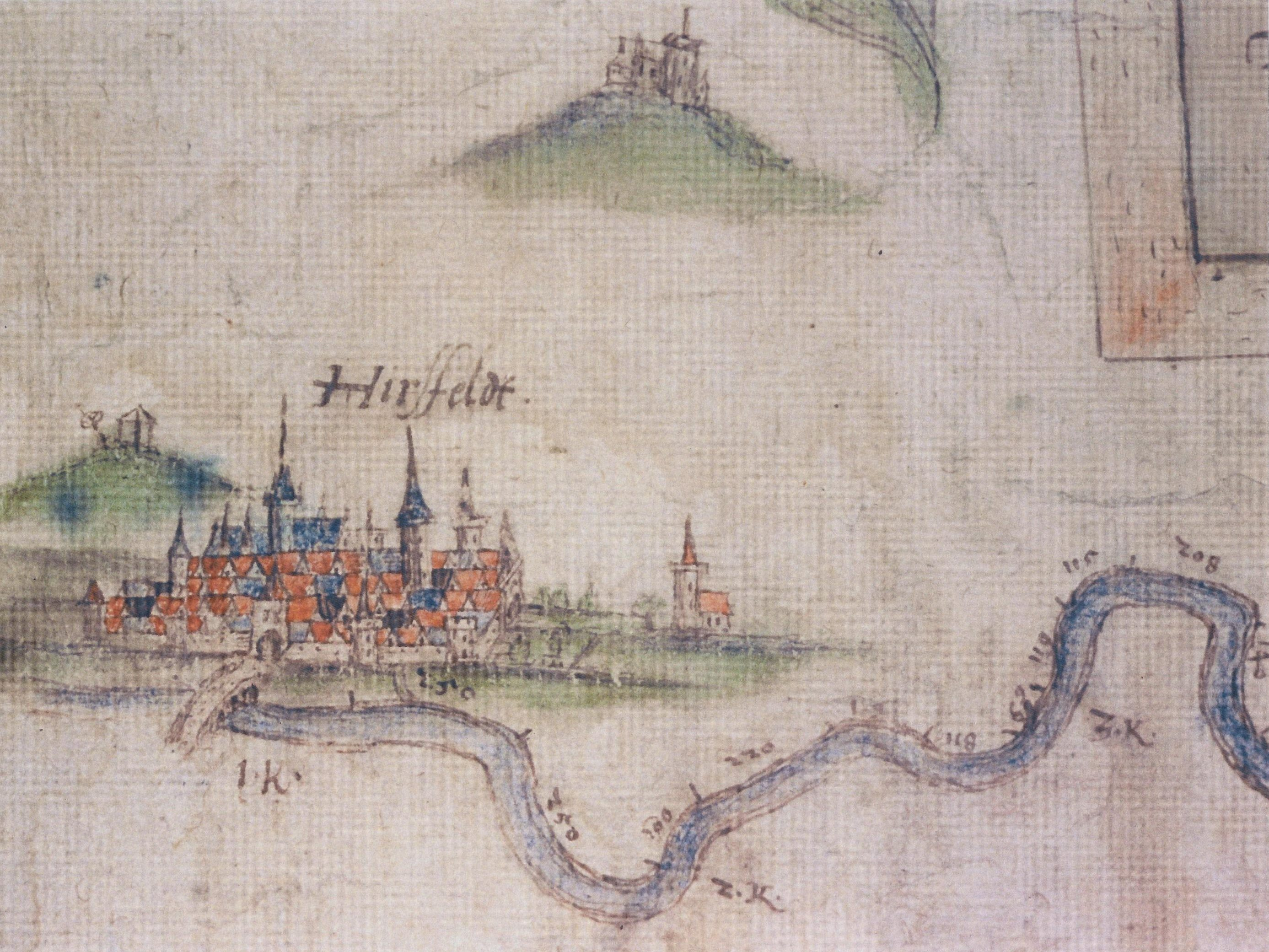
Erster Abschnitt aus der um 1596 entstandenen „Fulda-Stromkarte“: Vedute von Hersfeld mit der alten Fuldabrücke, der Klauskirche und angedeutet dem Galgenplatz und dem Frauenberg mit Kloster

Um 1596 erstellte Moers eine gut 5,60 Meter lange und 23 Zentimeter breite „Stromkarte“ der Fulda zwischen Hersfeld und Kassel. Der Fluss wurde in Abschnitte aufgeteilt, deren Länge am linken Ufer, in Ruten eingezeichnet ist. In die Karte ließ Landgraf Moritz seichte Stellen, Untiefen und Sandbänke, die „Klengen“ einzeichnen, die zur Schiffbarmachung entfernt werden mussten. Sie sind mit 1 K bis 70 K auf dem rechten Ufer eingezeichnet. Dieses Kartenwerk enthält außerdem für viele kleine Dörfer und einzeln stehende Gebäude entlang des Flusses die jeweils ältesten zeichnerischen Ortsbild-Darstellungen.